# Jonesboro (Georgia)
Jonesboro è una città degli Stati Uniti d'America, situata in Georgia, nella Contea di Clayton, della quale è il capoluogo.